# Ajristan
Ajristan är ett distrikt i Afghanistan. Det ligger i provinsen Ghazni, i den centrala delen av landet, 220 kilometer sydväst om huvudstaden Kabul. Administrativ huvudort är Sangar.
Distriktet beräknades år 2022 ha cirka 34 000 invånare.